# Os Aventureiros - A Origem
Os Aventureiros - A Origem é um filme de aventura infantil brasileiro dirigido por André Pellenz e estrelado por Luccas Neto, lançado nos cinemas em 6 de julho de 2023.

## Sinopse
O Aventureiro Azul (Luccas Neto), sua irmã Gi (Giovanna Alparone) e seus amigos Vitória (Karol Alves), Pedro (João Pessanha) e Jessi (Beatriz Couto), participam de uma excursão escolar para o Instituto de Pesquisa Científica. Luccas invade o laboratório de um cientista recém-desaparecido, e ele e seus amigos são sugados para um portal que os transporta a outra dimensão.

## Elenco
A seguir, o elenco de Os Aventureiros.
- Luccas Neto: Luccas / Aventureiro Azul
- Giovanna Alparone: Gi / Aventureira Vermelha
- Beatriz Couto: Jessi / Aventureira Rosa
- João Pessanha: Pedro / Aventureiro Amarelo
- Karol Alves: Vitória / Aventureira Amarela
- Juliana Didone: Megan
- Gabriela Moreyra: Catarina

## Antecedentes e lançamento
Luccas Neto começou sua carreira em 2016 e criou a produtora Luccas Toon no ano seguinte. Em 2023, detinha o maior canal infantil do YouTube. Luccas já havia produzido e estrelado 18 filmes lançados em plataformas digitais, mas Os Aventureiros foi seu primeiro lançamento cinematográfico. O filme teve produção da Formata Produções e Conteúdo e Luccas Toon Studios e coprodução da Telecine e Warner Bros. Pictures. Foi escrito por Guilherme Ruiz e Carolina Minardi.
Luccas disse que sentia a falta de um filme brasileiro "para a família e as crianças" após dos sucessos de Xuxa e Didi. Também disse que o filme seria uma forma de combater a febre dos vídeos curtos: "Os pais não conseguem controlar o que as crianças assistem, porque são vídeos de 15 segundos. Em um filme longo conseguimos passar valores".
A ideia de um filme cinematográfico se concretizou no final de 2020, mas houve muitos adiamentos devido à pandemia de COVID-19. O filme começou a ser gravado em 2022. Em entrevista ao Extra, declarou: "Quis levantar um pouco do mercado para gerar emprego e trazer um filme que consiga se pagar. Esperei cinco anos para lançar este longa, por exemplo".
Inicialmente, o filme estava previsto para ser lançado em 1.º de dezembro de 2022. Um trailer foi lançado em 5 de abril de 2023. Sessões de pré-estreia se iniciaram a partir do final de junho. Numa ação feita em parceria com o Santuário Cristo Redentor, em 5 de julho de 2023, o Cristo Redentor "vestiu" a camisa do Aventureiro Azul. Foram distruidos 300 ingressos para que crianças ligadas ao santuário pudessem assistir ao filme previamente, e 15 foram convidadas a conhecer o elenco.

## Recepção
| Críticas profissionais | Críticas profissionais |
| Avaliações da crítica  | Avaliações da crítica  |
| Fonte                  | Avaliação              |
| ---------------------- | ---------------------- |
| Esquina da Cultura     | [ 12 ]                 |

Em sua crítica de 2/5 ao Esquina da Cultura, Matheus Mans escreveu que "é difícil ter uma conclusão sobre Os Aventureiros: A Origem. Para parte do público, vai soar como algo realmente ruim, às vezes até mesmo desesperador. No entanto, para aqueles que sabem o que o filme vai entregar, é mais do que satisfatório. Um dilema complicado, mas é aquilo: cinema não é produto. Se fosse, até que seria bom. Como arte, parece teatro de escola".